# Amandus von Worms

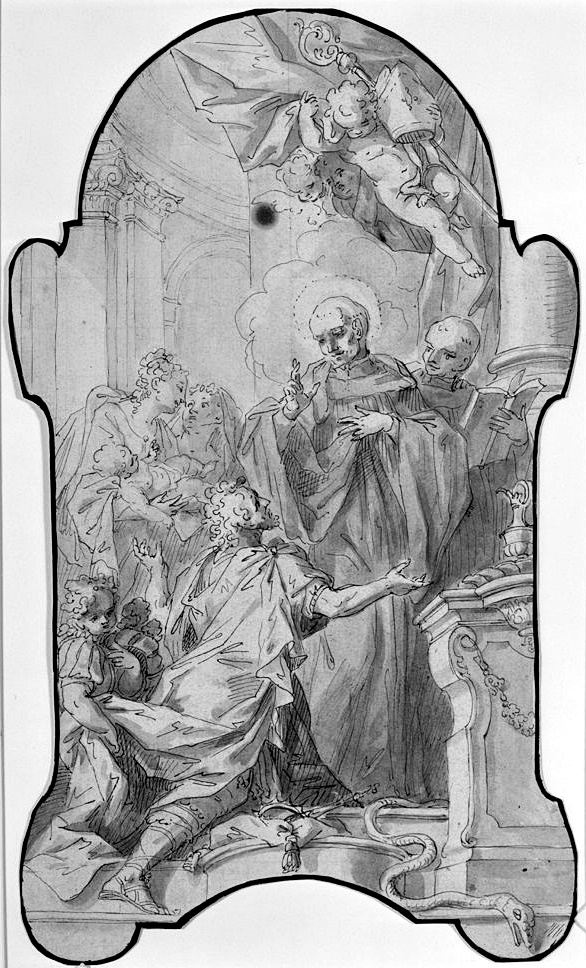
König Dagobert I. kniet vor St. Amandus von Worms, Barockgemälde (Studie) von Johann Georg Bergmüller

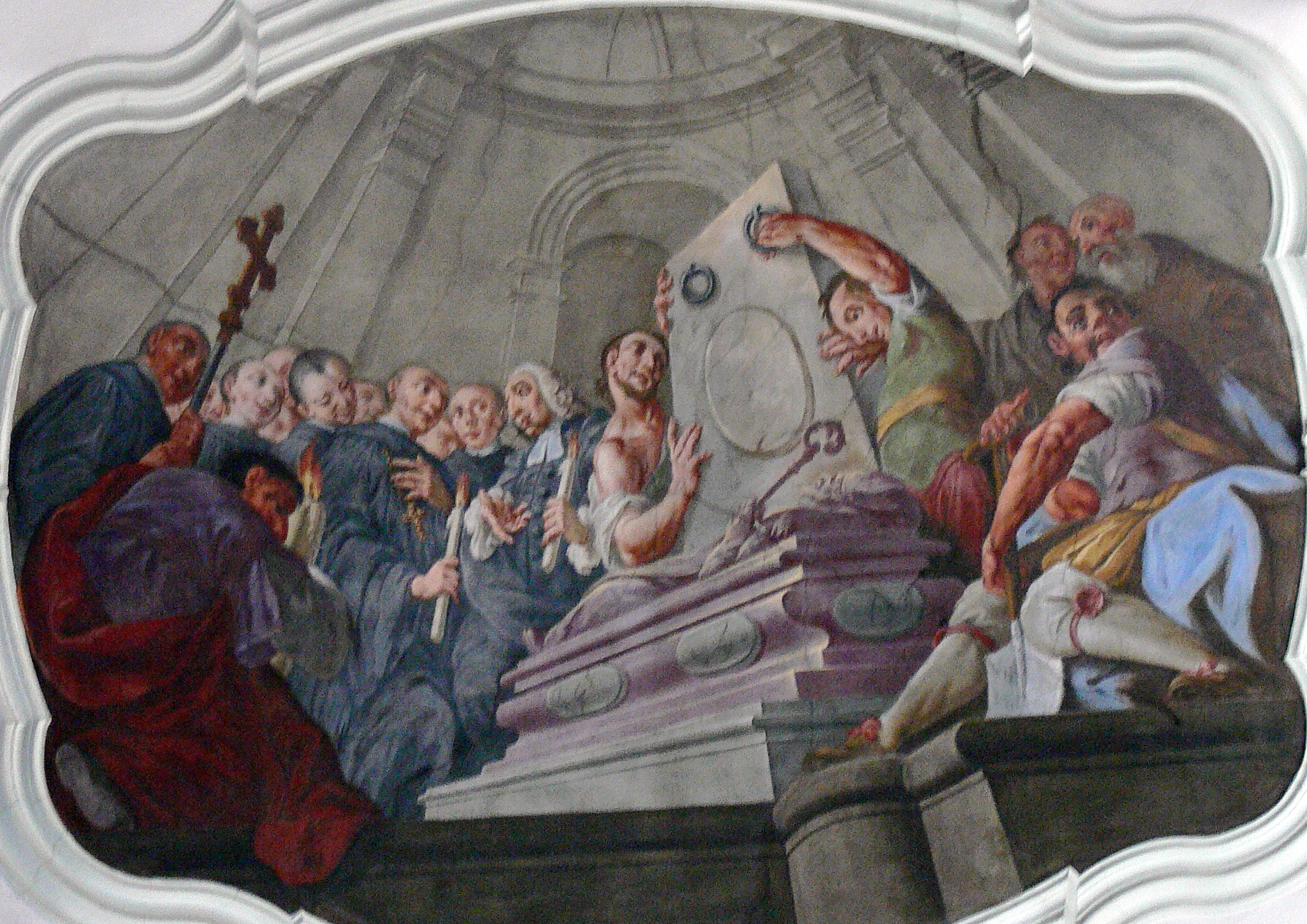
Auffindung des Grabes von St. Amandus, unter dem Salzburger Erzbischof Arn (Barockgemälde, Stiftskirche St. Peter, Salzburg)

Der Hl. Amandus von Worms im Ortswappen von Ottersheim

Amandus von Worms (* im 6. oder 7. Jahrhundert; † im 7. Jahrhundert) war Bischof von Worms. Er gilt als Heiliger und Patron des Bistums und der Stadt Worms, sein Gedenktag ist der 26. Oktober.

## Leben und Kult
Die Quellen über Amandus sind äußerst spärlich; Herkunft und Lebensdaten sind unklar, die Tradition überliefert eine heiligmäßige Lebensführung. Er wird in einer verfälschten, jedoch vom Inhalt her als weitgehend historisch zutreffend angesehenen Urkunde des 10. Jahrhunderts erwähnt. Sie nennt den Bischof um 628 als Empfänger des von König Dagobert I. dem Bistum Worms geschenkten Ortes Ladenburg, wobei sich die Urkunde auch auf Dagobert III. beziehen kann, der von 711 bis 715 regierte.
Der übernächste Nachfolger von Bischof Amandus in Worms, St. Rupert, soll seinen Vorgänger sehr verehrt  und um 700 den Großteil von dessen Reliquien nach Salzburg überführt haben, wo er auch den Kult des Wormser Bischofs begründete. Die Gebeine befinden sich hier noch heute in der Stiftskirche St. Peter, unter dem Amandusaltar; der auf Rupert zurückgehende, originale Beisetzungs- und Verehrungsort wurde auf dem nahen Petersfriedhof, unter der jetzigen Margarethenkapelle (ursprünglich Amanduskapelle) lokalisiert.
Ruperts Salzburger Nachfolger Erzbischof Arn ließ diese Grabstätte um 800 erneuern. Nachgewiesenermaßen fand er bereits Gebeine und Verehrung des Amandus hier vor und überführte sie nicht erst dorthin, wie öfter behauptet. Der Gelehrte Alkuin berichtet 803 darüber, dass Arn die Salzburger Kirche des Hl. Amandus, die lange in Trümmern gelegen habe, von neuem errichtete und weihte. Da Erzbischof Arn zuvor Abt im von Amand von Maastricht gegründeten Kloster Elno war, brachte er wohl auch dessen Verehrung nach Salzburg mit, die sich mit dem Kult des gleichnamigen Wormser Bischofs vermengte und diesen zum Teil überlagerte. Verschiedene Historiker vertreten sogar die Meinung, dass beide etwa zur gleichen Zeit und im Zusammenhang mit König Dagobert I. auftretende Heilige identisch seien, zumal über das konkrete Wirken von Amandus in Worms keine historischen Quellen existieren. Zur Geschichte der Amandusverehrung und der Reliquienübertragung von Worms nach Salzburg hat der dortige Stiftshistoriker Amandus Pachler 1661 eine umfangreiche Abhandlung publiziert. Sie trägt den Titel: Historia de Corpore S. Amandi, huius nominis primi, in ordine vero secundi episcopi Wormatiensis, a S. Ruperto Wormatia Salisburgum translato. Im Stift St. Peter (Salzburg) wird noch der hölzerne Amandusschrein aus dem 13. Jahrhundert aufbewahrt, in dem früher die Gebeine deponiert waren.
Das Kalendarium von Kloster Amorbach aus dem frühen 11. Jahrhundert führt Amandus als Heiligen, was bereits einen damaligen Verehrungskult belegt. Um 1200 ist er auch im Rituale des Klosters Biburg enthalten.
Amandus wurde im untergegangenen Bistum Worms als Diözesanpatron verehrt, ebenso galt er als Patron der Stadt Worms. 1007 wurde bei der Liebfrauenkirche ein ihm geweihtes Gotteshaus erstmals erwähnt, dessen letzte Reste 1956 abgetragen wurden. Derzeit existiert in Worms-Neuhausen eine moderne Kirche, die sein Patrozinium führt.
Im nahen Ottersheim (heute Bistum Speyer) ist St. Amandus von Worms seit dem Mittelalter als Pfarrpatron nachgewiesen. Beim Neubau der jetzigen Kirche wollte sie der Erbauer, Pfarrer Joseph Schermer, 1893 dem Heiligsten Herzen Jesu weihen lassen, was Bischof Joseph Georg von Ehrler unter Verweis auf das seltene historische Patrozinium ablehnte und dieses beibehielt. Johann Goswin Widder belegt 1787, dass das damalige Gerichtssiegel von Ottersheim und Immesheim den Hl. Bischof Amandus mit entsprechender Umschrift als Ortspatron zeigte, weshalb er auch heute das Gemeindewappen von Ottersheim ziert.
Der belgische Jesuit und Bollandist Daniel Papebroch (1628–1714) konstatiert 1660 in seinen Reiseaufzeichnungen, es hätten sich damals Amandusreliquien auf dem Hauptaltar des Wormser Domes befunden, und schreibt dazu:

„Über dem Hauptaltar waren vier Behältnisse angebracht, von denen das eine die Gebeine des Heiligen Amandus enthielt, das andere die des Heiligen Burchard; die beiden übrigen waren angefüllt mit Erde vom Grab des Heiligen Amandus.“

Die Spur der Wormser Reliquien verliert sich nach dem Dombrand von 1689 im Pfälzischen Erbfolgekrieg. Die beschriebene Erde aus dem Grab dürfte bei einer Erhebung der Gebeine geborgen worden sein, möglicherweise unter St. Rupert, als dieser den Großteil der Reliquien mit nach Salzburg nahm.
In Worms ist die Amandusgasse nach dem Heiligen benannt, in diesem Bereich lag auch die alte Kirche mit seinem Patrozinium. Überdies gibt es im Ortsteil Weinsheim die nach Bischof Amandus benannte Seniorenresidenz Amandusstift.